# Slow Learner

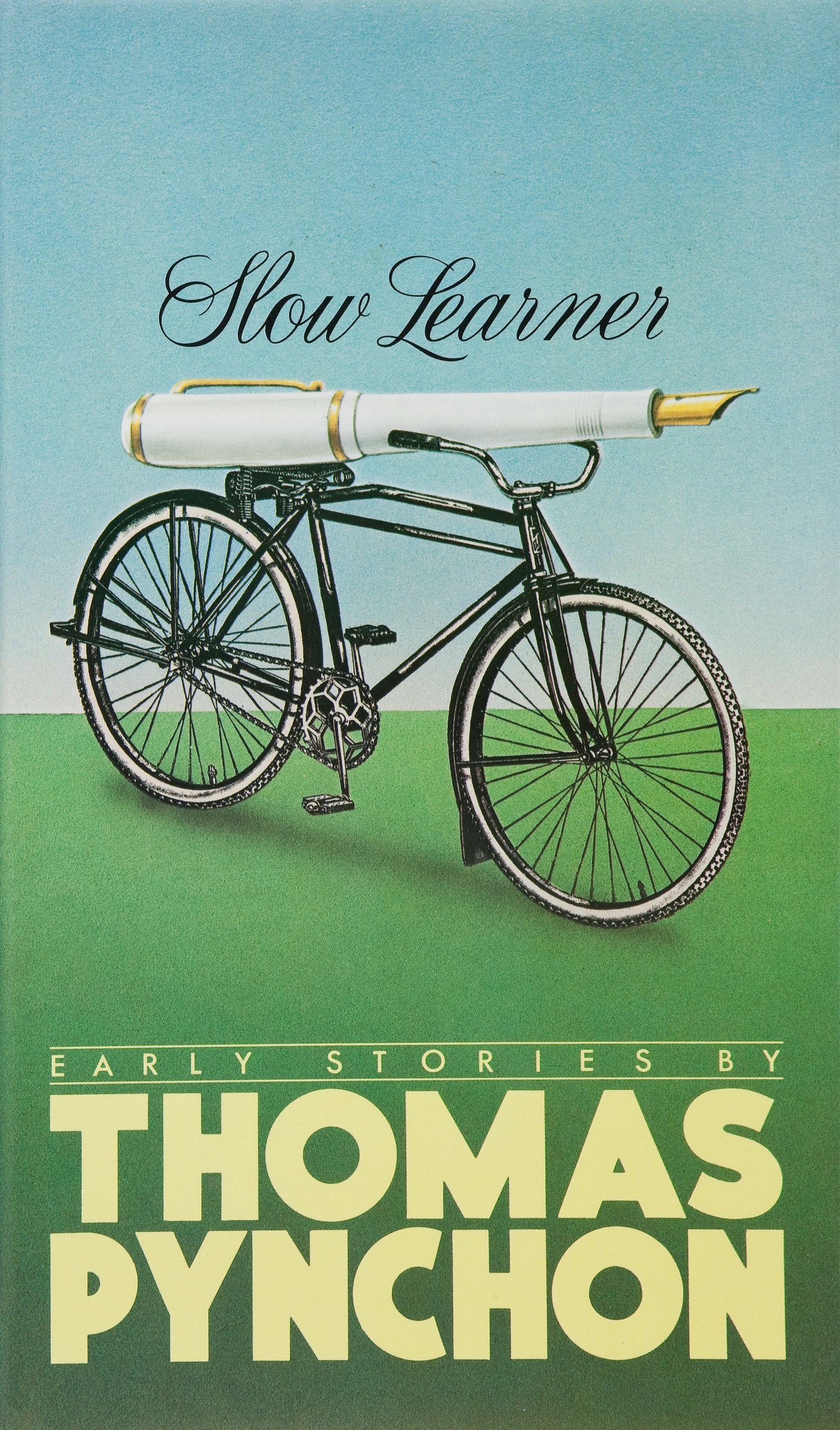
Okładka pierwszego wydania Slow Learner (1984)

Slow Learner – zbiór sześciu wczesnych opowiadań Thomasa Pynchona wydany w roku 1984. Oprócz opowiadań w zbiorze znajduje się też autorskie wprowadzenie, dające jego własny pogląd na jego twórczość oraz garść informacji autobiograficznych (cennych z uwagi na całkowitą nieobecność osoby Pynchona w mediach). 

## Spis treści
- Introduction
- The Small Rain – opublikowane po raz pierwszy w marcu 1959 w Cornell Writer
- Low-lands – opublikowane po raz pierwszy w New World Writing  16 marca 1960
- Entropy – opublikowane po raz pierwszy w Kenyon Review na wiosnę roku 1960
- Under the Rose – opublikowane po raz pierwszy w The Nobel Savage 3 w maju 1961
- The Secret Integration – opublikowane po raz pierwszy w 1964 wThe Saturday Evening Post
- Mortality and Mercy in Vienna (1959, nie we wszystkich wydaniach)

Opowiadanie Under the Rose zostało inkorporowane, w zmienionej wersji, do powieści V. Opowiadanie Entropy jest uważane za prezentujące kluczową dla zrozumienia twórczości pisarza kwestię entropii.
W 2021 roku Wydawnictwo Eperons-Ostrogi opublikowało polskie wydanie zbioru opowiadań Pynchona w przekładzie Piotra Prachnio i Romana Vasylenki.